# Paralitomastix
Paralitomastix är ett släkte av steklar som beskrevs av Mercet 1921. Paralitomastix ingår i familjen sköldlussteklar.